# Franz Wagner (Politiker, 1849)

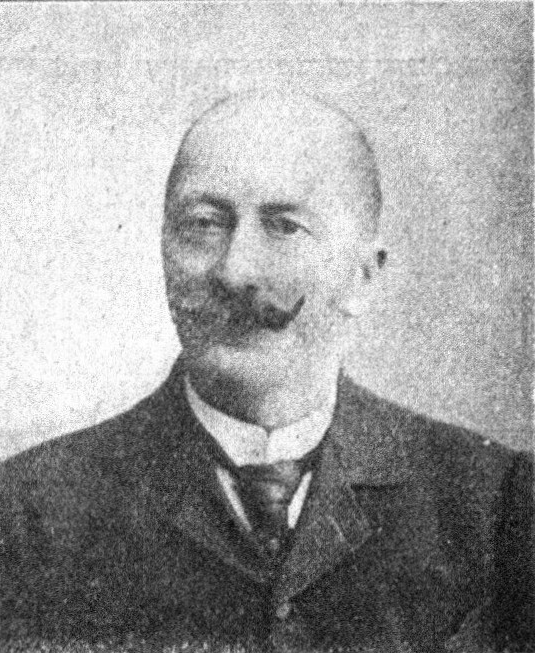
Franz Wagner

Franz Wagner (* 23. März 1849 in Lödersdorf in der Steiermark; † 19. Mai 1931 ebenda) war ein österreichischer Politiker der Christlichsozialen Partei (CSP).

## Ausbildung und Beruf
Nach dem Besuch der Volksschule wurde er Grundbesitzer.

## Politische Funktionen
- 1897–1918: Abgeordneter des Abgeordnetenhauses im Reichsrat (IX., X., XI. und XII. Legislaturperiode), Wahlbezirk Steiermark 21, Christlichsoziale Vereinigung deutscher Abgeordneter
- Obmann des Aufsichtsrates der Raiffeisenkasse
- Mitglied der Gemeindevertretung Lödersdorf
- Abgeordneter zum Steiermärkischen Landtag

## Politische Mandate
- 21. Oktober 1918 bis 16. Februar 1919: Mitglied der Provisorischen Nationalversammlung, CSP